# たけスポ
『たけスポ』は、テレビ朝日ほかで年に1回特別番組として放送されていたバラエティ番組シリーズの総称。

## 概要
ビートたけしとたけし軍団による特別番組で、たけし軍団のメンバーが体を張って企画に挑戦するなどの過激な内容で行われている。かつてフジテレビ系列で放送されていた深夜バラエティ『北野ファンクラブ』内で行われていた軍団メンバーのコントや、2002年9月19日まで放送の『足立区のたけし、世界の北野』と同じくセクシータレントが出演するコーナーもあった。
前身は2003年1月2日から複数回にわたって放送されていた特別番組『朝までたけし軍団』で、その後『朝までたけし的ショー』等のタイトル遍歴を経て、2007年9月14日放送分からタイトルに『たけスポ』を冠するようになった。本タイトルは放送時期によって変わっており、2012年12月27日には『たけTube』と題して放送された。同じくビートたけしとたけし軍団の冠番組である『朝までたけし軍団』や『朝までたけし的ショー』を内包する場合が多い。
基本的に毎年春と夏、秋や年末年始に放送されているが、2009年以降は年末年始のみの放送となっている。年末年始に放送される場合には、テレビ朝日だけでなく一部テレビ朝日系列局でも同時ネットで放送されるが、2012年にはテレビ朝日のみで放送された。
同じくK-maxが制作しテレビ朝日系列で放送されていた『『ぷっ』すま』や『内村プロデュース』のスタッフも一部携わっており、番組の編集形式及びテロップの書式体、ナレーターのあおい洋一郎や番組などで使用される効果音など共通している部分が多い。セクシータレントが関わるコーナーは衣類や下着などを外して乳首を露出させることが多く、たけし軍団のメンバーが体を張って挑戦する場合もあり、『足立区のたけし、世界の北野』における北野まんぐり講座同様 に、何かしらの挑戦すべき企画が設けられていた。本番組は2012年が最後で、その後の企画コンセプト内容は他局にはなるが『ビートたけしの絶対見ちゃいけないTV』に引き継がれている。

## 出演者

### メイン出演者
- ビートたけし - 朝までたけし軍団時代は他の出演者との絡みは少なく、出演シーンは別枠が多かった。
- ガダルカナル・タカ - コーナー進行を担当。
- 水道橋博士（浅草キッド）- コーナー進行を担当。
- 玉袋筋太郎（浅草キッド）- コーナー進行を担当。

### たけし軍団
出演メンバーは回によって異なる。放送期間中に軍団を脱退した者も含める。
- そのまんま東（現:東国原英夫）- 番組内でSMの女王様に扮した「エスエスハニー」というキャラや、ゲームコーナーではゆで卵芸が名物となる。宮崎県知事就任後も2度番組に出演。
- つまみ枝豆
- 松尾伴内
- ダンカン
- ラッシャー板前
- グレート義太夫
- 井手らっきょ - 中継コントで土佐犬と格闘した映像が視聴者に強烈な印象を残した。
- 〆さばアタル・ヒカル
- なべやかん
- お宮の松
- ほたるゲンジ
- アル北郷

- 山崎まさや
- 三又又三
- 東京ダイナマイト
- ガンビーノ小林
- 東京名物大神本舗五百年（旧名：ルビー浅丘モレロ→大神クヒオ）
- 赤P-MAN
- マキタスポーツ
- ケンタエリザベス3世
- ゾマホン・ルフィン - 当番組には「二代目そのまんま東」名義で出演。
- アッチャンズ
- 岩クレイジー
- 鳩山来留夫
- サミーモアモアJr
- よろしくゲレーラ

### たけし軍団以外のお笑い芸人

#### 2005年正月版
- ダチョウ倶楽部
- 有吉弘行
- 松村邦洋
- 神奈月
- デンジャラス
- インスタントジョンソン
- 360°モンキーズ

#### 2006年正月版
- レイザーラモンHG
- 南海キャンディーズ
- アンガールズ

### 2007年正月版
- 博多華丸・大吉

#### 2008年正月版
- イー☆リャン
- 有吉弘行
- 出川哲朗
- 石田靖
- 安田大サーカス

#### 2012年年末版
- 若林正恭（オードリー）
- 小沢一敬（スピードワゴン）
- バカリズム
- 山崎弘也（アンタッチャブル）
- ナイツ
- 有野晋哉（よゐこ）
- 上島竜兵（ダチョウ倶楽部）

### お笑い芸人以外の出演者
女性モデルとグラビアアイドルが中心。

#### 2003年正月版
- ガッツ石松
- 芦川誠

#### 朝ズラッ!
- 湯浅卓
- 西川史子
- 中川翔子
- やくみつる
- 松尾由美子（テレビ朝日アナウンサー）

#### まだましテレビ
- 山本モナ

#### 2008年正月版
- 東原亜希
- 夏川純
- 石田裕子

#### 2009年正月版
- 眞鍋かをり
- 熊田曜子
- 佐藤唯
- 上原美優
- 本間智恵（テレビ朝日アナウンサー）

#### 2010年年末版
- 手島優
- 菜々緒
- りかちゅう
- 夏川純
- ローラ・チャン
- 島本真衣（テレビ朝日アナウンサー）

#### 2011年年末版
- 芹那（SDN48）
- KONAN（SDN48）
- 佐藤由加理（SDN48）
- 島本真衣（テレビ朝日アナウンサー）

#### 2012年年末版
- 吉木りさ
- 大堀恵（元SDN48）

## 内容
『朝までたけし軍団』時代はガダルカナル・タカ進行の下、軍団が二つのチームに分かれて毎回過激なゲームに挑戦する企画と、ロケでは「中継」と題し軍団メンバーが様々な場所で体を張ったコント等を繰り広げる構成で放送していた。『たけスポ』時代は、ビートたけしが「客員編集長」として今後流行していきそうなものを決めていくという趣旨。コーナー進行の浅草キッドが「編集キャップ」、ガダルカナル・タカが「名誉編集員」、女性出演者（アナウンサー除く）が「美人編集委員」、ガダルカナル・タカや浅草キッド以外のたけし軍団が「たけスポ記者」若しくは「社会情報に詳しい一般の方」としての流れで番組が進められていく。
番組後半には同じ出演者による上記とは異なるコーナーが行われる。

## コーナー
たけスポ
「美人すぎる○○」（2009年）「○○カメラマン」（2010年）など各年に流行ったものや、2012年のロンドンオリンピックに採用してもらいたい新種目（2011年）などをネタにした記事を、軍団員の「バカ記者」がスクープを求めて東奔西走し、スタジオで発表する。
爆笑! 熱湯カーペット
フジテレビ系で放送された『爆笑レッドカーペット』のパロディコーナー。主に軍団の若手たちがネタを披露し、面白くないと思えば審査員の枝豆により落下スイッチを押され、そのまま熱湯風呂に落とされる。レッドカーペットに出演経験もあるほたるゲンジや赤P-MANも出演。
おかん寝起きドッキリコンテスト
若手軍団員の母親に寝起きドッキリを仕掛けるコーナー。
クイズコーナー
『北野ファンクラブ』などと同様の内容で、「カツラの芸能人」「整形疑惑のある女性芸能人」など、放送禁止のネタを軍団員に暴露させるもの。解答しない者やかなり過激な解答をした者は頭上から金盥もしくはお尻に低周波電流が流される。ある程度の時間が経つと、『たけしの斎藤寝具店』と同様に解答者がたけし軍団の若手と交替する場合もある。ただし、2011年は放送なし。
○○に挑戦
『スーパージョッキー』の「THEガンバルマン」に近い内容。内容は蒸し器で熱せられた衣類を着用したり、たけしが香辛料を軍団員の鼻に注入させるなど。最後はたいてい「賞金1000万円が出る」という名目でゾマホン・ルフィンに挑戦させる（例：AVのタイトル暗記出来たら1000万円、ワサビ寿司食べきったら1000万円など）。ただしゾマホンのコーナーについては、2011年はゾマホンが出演しなかったため放送なし。
細かすぎるビートたけしのモノマネ選手権
2010年年末版から放送。『とんねるずのみなさんのおかげでした』（フジテレビ）の細かすぎて伝わらないモノマネ選手権のパロディ。たけしの情けない一言を軍団の若手が物真似で表現する。
これが本物の3Dテレビだ!!
2010年放送。たけしが開発したという、3Dテレビ放送を軍団に視聴させる。たけしは「スリーディー」ではなく、「スリーデー」と発音する。実際は、旧型のテレビの画面から、バレーボールやおでん、消火器などを実際にぶつけたり浴びせかけるというもの。ゾマホンは、浴びせられたおでんを受け止めて食べていた。
TAKESIMO
2011年放送。ASIMOのパロディ。たけしがTAKESIMOなるロボットになりきり、ガダルカナル・タカがコントロールボックスを操作しながらTAKESIMOが演技を披露する。充電方法はコーヒーを飲みながら東京スポーツを読むこと。最終的に熱湯風呂に挑戦したTAKESHIMOは水没により故障したが、2012年版ではTAKESHIMOが復活し、ダチョウ倶楽部上島がTAKESHIMOに対抗するロボット「UESHIMO」になりきる。UESHIMOもTAKESHIMO同様、熱湯風呂に挑戦し水没し故障する。
ヨダレが出る話
2011年放送。『人志松本の○○な話』（フジテレビ）のパロディ。軍団員がヨダレ掛けをしながら自身のお色気体験談を話していく。

## 放送リスト
| 回数   | 放送日         | 放送時間      | タイトル                                                                       |
| ------ | -------------- | ------------- | ------------------------------------------------------------------------------ |
| 第1回  | 2003年1月2日   | 25:10 - 28:05 | 朝までたけし軍団                                                               |
| 第2回  | 2003年8月16日  | 25:30 - 27:30 | 朝までたけし軍団 夏だ!水着だ!夏祭りスペシャル                                  |
| 第3回  | 2004年1月2日   | 25:10 - 27:55 | 朝まで暴走たけし軍団                                                           |
| 第4回  | 2004年3月20日  | 27:10 - 29:00 | 朝までたけし軍団 2004反省会 2度としません! 汚名返上SP                          |
| 第5回  | 2004年10月23日 | 26:10 - 28:10 | たけし軍団解散記念!! 朝まで暴走!最後の大バカ運動会                             |
| 第6回  | 2005年1月2日   | 26:00 - 28:25 | 朝まで元たけし軍団                                                             |
| 第7回  | 2005年9月3日   | 26:10 - 28:15 | 朝までたけし軍団 この夏最後のバカ祭り                                          |
| 第8回  | 2006年1月2日   | 25:05 - 28:25 | 朝まで暴走!たけし軍団ファイナル!!                                              |
| 第9回  | 2006年9月16日  | 25:55 - 27:55 | 朝までたけし軍団06夏 全国のニートに捧ぐ!ニッポン就職カタログ                   |
| 第10回 | 2007年1月2日   | 25:10 - 28:25 | 朝までたけし的ショー                                                           |
| 第11回 | 2007年9月14日  | 25:55 - 27:55 | 朝までたけし的ショー 号外!暴走たけスポ!!                                       |
| 第12回 | 2008年1月1日   | 25:40 - 28:55 | 朝までたけし的ショー 新春!暴走たけスポ!!                                       |
| 第13回 | 2008年9月27日  | 25:00 - 25:55 | 朝までたけし的ショー 号外!!バカ記者暴走たけスポ!                               |
| 第14回 | 2009年1月1日   | 25:40 - 28:55 | 朝までたけし軍団 2009新春特大号                                                |
| 第15回 | 2009年12月30日 | 26:00 - 28:55 | 朝までたけし的ショー たけスポ年末特大号!                                       |
| 第16回 | 2010年12月29日 | 25:20 - 28:25 | 朝までたけし軍団2010 年末恒例!!朝までたけし的ショー 暴走!?たけスポ!!年末特大号 |
| 第17回 | 2011年12月28日 | 26:00 - 28:25 | たけスポ 2011年末特大号                                                        |
| 第18回 | 2012年12月27日 | 25:15 - 26:21 | たけTube                                                                       |

## ネット局

### 2007年正月版
- テレビ朝日（制作局）
- 北海道テレビ
- 秋田朝日放送
- 静岡朝日テレビ

### 2010年年末版
- テレビ朝日（制作局）
- 岩手朝日テレビ
- 秋田朝日放送
- 広島ホームテレビ
- 大分朝日放送

### 2011年年末版
- テレビ朝日（制作局）
- 岩手朝日テレビ
- 秋田朝日放送
- 北陸朝日放送
- 広島ホームテレビ
- 大分朝日放送

## 主要スタッフ
第18回（2012年12月27日放送）時点のもの。
- 構成：そーたに、松井洋介、安部裕之、タムケン
- ＴＭ：大島秀一
- ＴＤ：平野友章
- カメラ：時田将光
- 音声：志村剛
- 映像：山田由香
- 照明：櫻井篤
- 美術：池上隆
- 美術デザイン：前田香織
- 美術進行：入江大介、奥田裕美
- 大道具：田口泰久
- 小道具：塚谷将朗
- 特殊効果：釜田智志
- 衣装：杉崎康夫
- 髪結：平野勝由
- ヘアメイク：水上摂子
- イラスト：中村覚
- バーチャルＣＧ：平戸淳正、坂田敏冶、葛原健冶、吉村亙
- 編集：伊藤和幸
- ＭＡ：黒羽靖志
- ＴＫ：草野麻里
- 音効：福永真弓
- ロケ技術：小山茂明（ウイウイスタジオ）
- 技術協力：テイクシステムズ、共立、ZACK、ザ・チューブ
- 美術協力：テレビ朝日クリエイト、俳優座劇場、テレフィット、東京衣裳、東京特殊効果、川口かつら
- 編成：高橋正輝（テレビ朝日）
- 宣伝：椿本晶子
- 企画協力：オフィス北野
- 制作協力：K-max
- ナレーター：あおい洋一郎
- ＡＰ：山ノ内禎枝
- デスク：小林裕美子
- ＡＤ：加藤貴大、福留貴明、桑幡真禄
- ディレクター：塚田正道、関谷司、佐々部龍太、溝田和史
- チーフディレクター：鎗野貴生
- プロデューサー：工藤浩之、平出聡
- チーフプロデューサー：山本隆司（テレビ朝日）
- チーフ→ゼネラルプロデューサー：藤井智久（テレビ朝日）
- 制作著作：テレビ朝日

### 過去
- 構成：ダンカン ほか
- 編集：中村仁志・宮部真也 ほか（IMAGICA・中期まで）、平井剛・鈴木建介（ザ・チューブ）
- ＭＡ：長谷川健次・阿佐美茂樹 ほか（IMAGICA、初期）
- 音響効果：高橋直幹 ほか（TSP）
- ディレクター：岡村勝久 ほか
- プロデューサー：戸上美由紀（オフィス北野）
- プロデューサー・演出：松本能幸（テレビ朝日）
- エグゼクティブプロデューサー：青山幸光（テレビ朝日）

## DVD
初期の放送企画を収めた2枚組のDVDボックスがこれまでに2本発売されている。
- 暴走たけし軍団<愛と裸の巻>（ビクターエンタテインメント、2007年5月23日発売）
- 暴走たけし軍団<ブと湯の巻>（同上、2007年6月21日発売）